# パルチーネス
パルチーネス（伊: Parcines ; 独: Partschins パルチーンス）は、イタリア共和国トレンティーノ＝アルト・アディジェ州ボルツァーノ自治県にある、人口約3,800人の基礎自治体（コムーネ）。

## 地理

### 位置・広がり
ボルツァーノ自治県西部のコムーネ。メラーノから西北西へ約6km、県都ボルツァーノから北西へ約30km、州都トレントから北へ約68kmの距離にある。

#### 隣接コムーネ
隣接するコムーネは以下の通り。
- ラグンド
- ラーナ
- マルレンゴ
- モーゾ・イン・パッシーリア
- ナトゥルノ
- プラウス
- セナーレス
- ティローロ

### 地勢
- 川: アディジェ川

## 行政

### 分離集落
パルチーネスには、以下の分離集落（フラツィオーネ）がある。
- Montesole (Sonnenberg), Quadrato (Quadrat), Rablà (Rabland), Tablà (Tabland), Tel (Töll), Vallettina (Vertigen)

## 住民

### 言語
| 言語集団調査（2011年） | 言語集団調査（2011年） | 言語集団調査（2011年） | 言語集団調査（2011年） | 言語集団調査（2011年） |
| ---------------------- | ---------------------- | ---------------------- | ---------------------- | ---------------------- |
|                        |                        |                        |                        |                        |
| ドイツ語               | ドイツ語               |                        | 95.94%                 | 95.94%                 |
| イタリア語             | イタリア語             |                        | 3.79%                  | 3.79%                  |
| ラディン語             | ラディン語             |                        | 0.27%                  | 0.27%                  |

2011年に行われた、住民がドイツ語・イタリア語・ラディン語のいずれの「言語集団」に属するかの調査によれば（ボルツァーノ自治県#言語集団調査参照）、住民の約96%がドイツ語話者である。